# Sebúlcor
Sebúlcor ist ein Ort und eine nordspanische Gemeinde (municipio) mit 241 Einwohnern (Stand: 2024) in der Provinz Segovia in der Autonomen Gemeinschaft Kastilien-León. Neben dem Hauptort Sebúlcor gehört die Ortschaft San Miguel de Neguera zur Gemeinde.

## Lage und Klima
Die Gemeinde Sebúlcor liegt etwa 39 km (Fahrtstrecke) nordnordöstlich von Segovia in einer mittleren Höhe von ca. 940 m am Duratón, der die Gemeinde im Nordosten begrenzt. Das Klima ist im Winter rau, im Sommer dagegen gemäßigt bis warm; Regen (ca. 597 mm/Jahr) fällt übers Jahr verteilt.

## Bevölkerungsentwicklung
| Jahr      | 1970 | 1981 | 1991 | 2001 | 2011 | 2021 |
| Einwohner | 299  | 262  | 284  | 279  | 284  | 264  |

## Sehenswürdigkeiten
- Die eindrucksvolle Ruine des Konventes Nuestra Señora de los Ángeles de la Hoz del Río Duratón thront oberhalb des Flusses. Der Konvent wurde 1231 durch die Franziskaner begründet und 1865 geschlossen.
- Magdalenenkirche in Sebúlcor

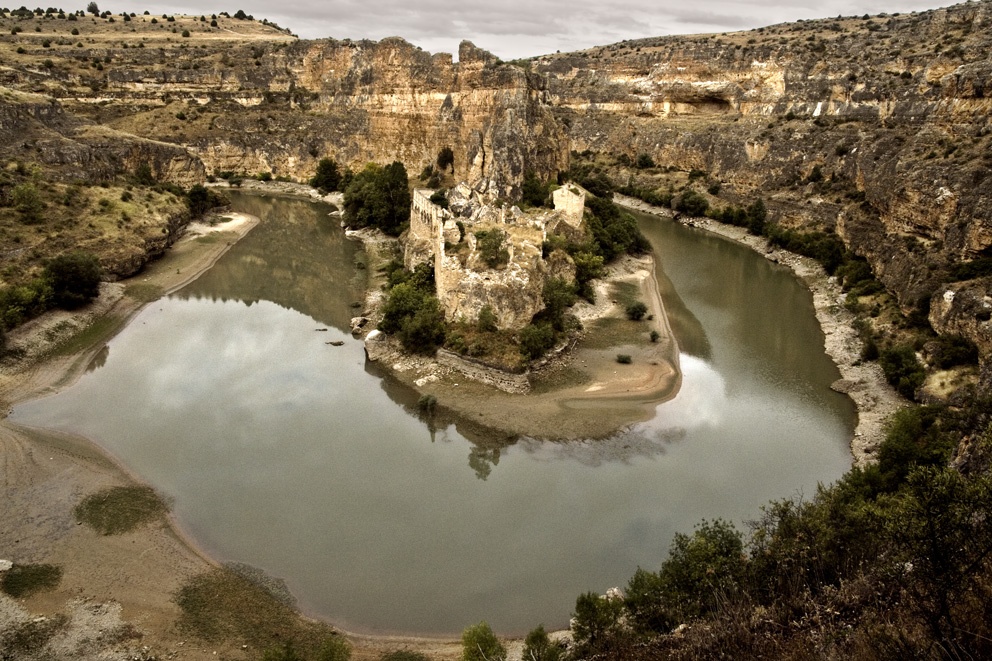
Ruine des Franziskanerkonvents